# Ladoga sibilla
Ladoga sibilla är en fjärilsart som beskrevs av Carl von Linné 1767. Ladoga sibilla ingår i släktet Ladoga och familjen praktfjärilar. Inga underarter finns listade i Catalogue of Life.